# Jennie Fletcher
Jennie Fletcher (Leicester, 19 marzo 1890 – Teeswater, 17 gennaio 1968) è stata una nuotatrice britannica.
Ha vinto due medaglie olimpiche nel nuoto, entrambe alle Olimpiadi 1912 svoltesi a Stoccolma: una medaglia d'oro nella staffetta 4x100 metri stile libero femminile e una medaglia di bronzo nella gara di 100 metri stile libero femminile.
È inserita nella International Swimming Hall of Fame.
Nel 1917 si è trasferita con il marito in Canada, dove è deceduta nel 1968.